# Darna (serial telewizyjny 2022)
Mars Ravelo's Darna – filipiński serial telewizyjny emitowany od 15 sierpnia 2022 do 10 lutego 2023 przez stację ABS-CBN.

## Fabuła
W beznadziejnym i skorumpowanym mieście nękanym przez przestępców ze specjalnymi mocami młoda kobieta znajduje umiejętność obrony ludzi za pomocą potężnego kamienia, który zmienia ją w superbohaterkę, Darnę.
Podczas wypełniania swojej misji pojawiają się komplikacje, które wystawiają na próbę jej odwagę i wewnętrzną siłę. Gdy Darna próbuje przyjąć rolę superbohaterki ludu, jej poświęcenie inspiruje zwykłych ludzi i budzi w nich własnego bohatera.

## Obsada
- Jane de Leon jako Darna / Narda Custodio
- Joshua Garcia jako Brian Robles / Dark Brian
- Janella Salvador jako Valentina / Regina Vanguardia
- Zaijian Jaranilla jako Ricardo „Ding” Custodio
- Paolo Gumabao jako Noah Vallesteros